# Vägar i Kroatien

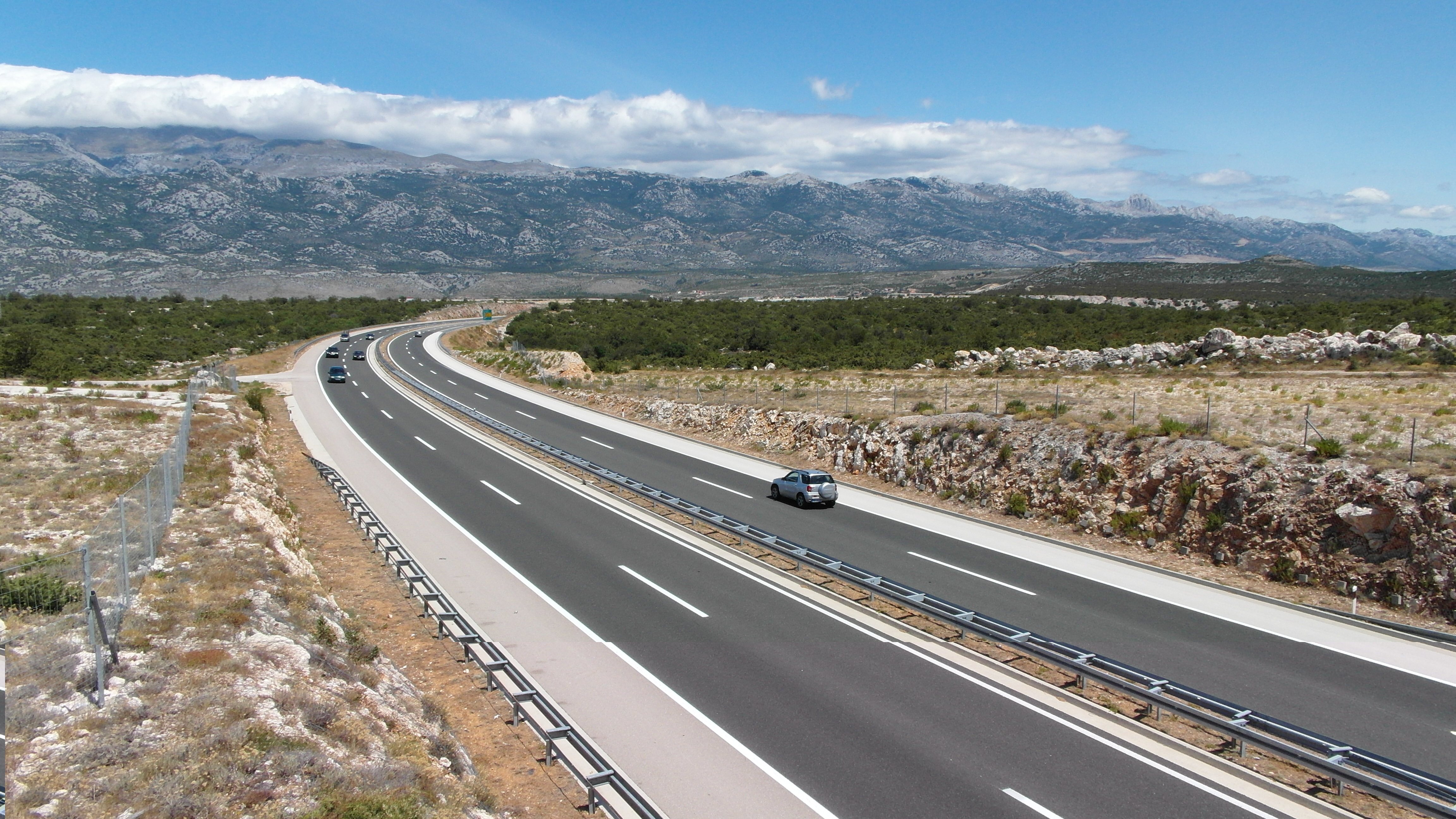
Motorvägen A1 vid trafikplatsen Maslenica år 2012.

Vägar i Kroatien är planlagda ytor för transport mellan två platser i Kroatien. De består av allmänna vägar och enskilda vägar. Det allmänna vägnätet är tillgängligt för alla och delas in i motorvägar, riksvägar (i Kroatien benämnt "statsvägar"), länsvägar och lokalvägar. År 2014 uppgick det allmänna vägnätets längd till totalt 27 030,20 kilometer väg fördelat enligt tabellen nedan:
| Vägtyp     | Lokal benämning för vägtyp (plural) | Längd i kilometer |
| ---------- | ----------------------------------- | ----------------- |
| Motorvägar | Autoceste                           | 1 419,5           |
| Riksvägar  | Državne ceste                       | 6 885,7           |
| Länsvägar  | Županijske ceste                    | 9 646,9           |
| Lokalvägar | Lokalne ceste                       | 9 078,1           |

## Väghållning och beskrivning
De kroatiska motorvägarna är avgiftsbelagda. År 2014 drevs de av fyra bolag varav det statligt ägda Hrvatske autoceste (Kroatiska motorvägar) var den enskilt största operatören. Övriga vägtyper (riksvägar, länsvägar och lokalvägar) är inte avgiftsbelagda. För de tre sistnämnda vägtyperna är stat, län eller kommun väghållare. 
Emedan motorvägarna, till stora delar uppförda i slutet av 1990-talet/början av 2000-talet, håller hög standard är förhållandet för de övriga vägtyperna varierande. I synnerhet läns- och lokalvägarna på landsbygden är många gånger eftersatta. 